# 91st Infantry Division
La 91st Infantry Division (91ª Divisione di fanteria) era una divisione di fanteria dell'esercito degli Stati Uniti che ha partecipato alla Prima ed alla seconda guerra mondiale.

## Storia
Fu attivata per la prima volta nell'agosto 1917 a Camp Lewis in Washington per partecipare alla prima guerra mondiale, tornata dalla Francia negli Stati Uniti nel maggio 1919 venne disattivata nel luglio dello stesso anno.
Nel 1921 venne riattivata ed entrò a far parte del ruolino della riserva, il 15 luglio 1942 fu riattivata durante la mobilitazione successiva all'entrata in guerra degli Stati Uniti nella Seconda guerra mondiale, venendo organizzata a Fort Riley in Kansas. Dopo aver prestato servizio nel teatro di guerra italiano ritornò in patria ii 10 settembre 1945 e venne disattivata il 1 dicembre dello stesso anno.
Il 31 dicembre 1946 venne nuovamente attivata tornando a far parte della riserva ed il 1 maggio 1959 venne ridisegnata 95th Division (Training) fino ad essere disattiva nel 2008, nel 2010 è stata nuovamente riattivata come  91st Training Division (Operations).